# Teleste di Selinunte
Teleste di Selinunte (in greco antico: Τελέστης?, Teléstēs; V secolo a.C.) è stato un poeta greco antico.

## Biografia
È noto non solo come autore di ditirambi di cui sono sopravvissuti pochissimi frammenti. Infatti Ateneo lo cita anche come valente danzatore, per accompagnare i suoi stessi versi:
"Teleste, pure insegnante di ballo, inventò molte figure, e con grande arte illustrò coi movimenti delle braccia ciò che con voce venia detto". 
Non si hanno molte notizie sulla sua vita se non citazione da parte di altri autori: dall'elenco del Marmo Pario sappiamo che vinse un agone poetico ad Atene nel 402 (o 401) a.C. Teopompo (citato da Ateneo) lo critica per aver descritto in un suo componimento, erroneamente, una specie di pesce; mentre Plutarco attesta che Alessandro Magno era un suo fedele lettore. Ed è anche grazie alla Suida, oltre che allo stesso Ateneo,  che conosciamo qualche titolo delle sue opere: Argo, Asclepio.